# Hideki Yukawa
Hideki Yukawa (湯川秀樹?  Tokio, 23 de enero de 1907 - Kioto, 8 de septiembre de 1981) fue un físico japonés, galardonado con el premio Nobel de Física en 1949 por formular la hipótesis de los mesones, basada en trabajos teóricos sobre fuerzas nucleares.

## Biografía
Nació el 23 de enero de 1907 en la ciudad japonesa de Tokio.
Realizó sus estudios en la Universidad de Kioto, donde se graduó en 1929, y, tras ocupar plaza de lector, se trasladó a la Universidad de Osaka.
En 1938 recibió el título de Doctor en Ciencias por la Universidad de Osaka por sus predicciones sobre la existencia de los mesones y sus trabajos teóricos sobre la naturaleza de las fuerzas nucleares. Estos logros de investigación fueron la razón por la que posteriormente se le concedió el Premio Nobel de Física.
Consiguió finalmente su plaza de titular definitiva al año siguiente en la Universidad de Kioto.
Murió en esa ciudad el 8 de septiembre de 1981.

## Investigaciones científicas

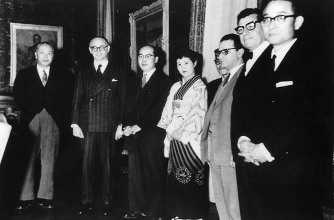
El 8 de diciembre de 1958, Rolando García visitó al entonces presidente argentino Arturo Frondizi, junto al premio Nobel de Física, Hideki Yukawa.

Especializado en física atómica y familiarizado con las herramientas cuánticas, propuso en 1935 una original teoría que explicaba la naturaleza de las fuerzas nucleares fuertes haciendo uso de una partícula, el mesón, cuya masa se sitúa entre los valores de protón y electrón como medio de intercambio, una teoría análoga a la vigente en electrodinámica cuántica, que explica la interacción entre cargas eléctricas por medio del intercambio de fotones.
Al descubrirse en 1947 una de estas partículas —el pion— entre los rayos cósmicos, la comunidad científica internacional comenzó a tomar en serio su hipótesis. Aunque posteriormente se descubrieron nuevos mesones que hacían inviable su modelo, la teoría de mesones hizo avanzar notablemente la física de partículas subatómicas, y sigue siendo utilizada con fines de cálculo aproximado en muchos casos.
En 1947 fue profesor en las Universidades de Princeton y Columbia, y en 1953 director del Instituto de Investigación de Física Fundamental de Kioto. Desde el año 1947 sus investigaciones en partículas subatómicas versaron sobre la teoría de los campos no locales. Así mismo, formuló la captura electrónica, en la cual un electrón de baja energía de hidrógeno puede ser capturado por el núcleo.
En 1949 fue galardonado con el Premio Nobel de Física por la "formulación de la hipótesis de los mesones", basada en trabajos teóricos sobre fuerzas nucleares.
En 1955, junto con otros diez científicos e intelectuales, firmó el Manifiesto Russell-Einstein en pos de un desarme nuclear.
En 1957 participó en la primera Conferencia Pugwash de Ciencia y Asuntos Mundiales en calidad de delegado científico de Japón.
El 8 de septiembre de 1981 falleció de neumonía en Kioto.

## Reconocimientos
En honor suyo se nombró al asteroide (6913) Yukawa descubierto el 31 de octubre de 1991 por Kin Endate y Kazuo Watanabe.